# Барнуковское муниципальное образование
Барнуковское сельское поселение — муниципальное образование в составе Балтайского района Саратовской области. 
Административный центр — село Барнуковка. На территории поселения находятся 8 населённых пунктов — 6 сёл, 1 деревня, 1 железнодорожная станция.

## Населённые пункты
- село Барнуковка — административный центр;
- село Алай;
- село Гавриловка;
- село Новая Лопастейка;
- село Старое Сарайкино;
- село Сосновка;
- деревня Александровка;
- железнодорожная станция Барнуковка.